# 松浦千恵美
松浦 千恵美（まつうら ちえみ、1965年 -）は、日本の小説家、推理作家。
日本SF作家クラブ会員。

## 経歴・人物
東京都生まれ。音楽業界を経る。大学職員として勤務する傍ら、小説を執筆する。2014年、「傀儡呪（くぐつじゅ）」で早川書房と公益財団法人早川清文学振興財団が主催する第4回アガサ・クリスティー賞を受賞、同作を『しだれ桜恋心中』と改題し刊行、小説家デビューを果たす。同作について、選考委員の鴻巣友季子は「人形浄瑠璃を題材とした異色のホラーミステリとして、無謀ともいえる語りのパワーが魅力的である」との旨を述べている。

## 作品リスト
- しだれ桜恋心中（2014年10月 早川書房）
- ひとごろしのうた（2017年1月 ハヤカワ文庫JA）